# チョコレート・キングス
『チョコレート・キングス』は、プレミアータ・フォルネリア・マルコーニ（P.F.M.）が1976年に発表したアルバムである。

## 概要
同じイタリアのバンドであるアクア・フラージレ（Acqua Fragile）のボーカリストで英語の歌唱を得意とするベルナルド・ランゼッティをメンバーに迎えて、英語の歌詞のみで制作されたアルバム。
本作の歌詞はマウロ・パガーニが書いたイタリア語の歌詞をランゼッティらと共同で英訳したものである。『幻の映像』（1973年）と英語版の『甦る世界』（1974年）の英語詞を書いたピート・シンフィールドは、本作には参加していない。
本作を最後にパガーニが脱退した。

## ジャケット
本作は元々1975年11月の日本公演に合わせて発表される予定だったが、半年近く遅れて1976年4月25日に発売された。これはジャケットのデザインでトラブルが生じたためとされている。
本作のジャケットには2種類が存在する。イタリア盤のジャケットはマリリン・モンローの写真を使った。一方、イギリス盤や日本盤のジャケットは「チョコレートの包み紙が星条旗のデザインで、それが徐々に剥かれていき、最後の裏ジャケットでは紙クズとして丸められている」というものだった。

## 収録曲
1. フローム・アンダー - From Under (7:25)
2. ハーレクイン - Harlequin (7:40)
3. チョコレート・キングス - Chocolate Kings (4:45)
4. アウト・オブ・ザ・ラウンドアバウト - Out on the Roundabout (7:53)
5. ペーパー・チャームズ - Paper Charms (8:29)

- 各曲の演奏時間はイギリス盤CD（PIPCD009）[6]による。